# Xuman Records
Xuman Records — российский независимый музыкальный лейбл, основанный Александром Хьюманом в 2006 году. Студия лейбла находится в 30 км от Москвы, в деревне Орлово Щёлковского района. Лейбл стоял у истоков российского инди-движения, открыв массовому слушателю группы Pompeya, Xuman, On-The-Go.

## Деятельность
Xuman Records занимается изданием и популяризацией аудио- и видеозаписей. Однако основной деятельностью лейбла является производство музыки, а именно: сочинительство, создание аранжировки, звукозапись, сведение, мастеринг.

## История
Открытие студии состоялось 9 сентября 2006 года, а 11 ноября того же года было проведено представление первого выпуска с лейбла. В период с 2006 по 2009 год лейбл не имел чёткой музыкальной политики, издавая в основном электронный андеграунд. В 2008 году к команде Xuman Records присоединился Никита Жилинский, и вскоре лейбл обрел собственную концепцию и визуальный стиль. Спустя год в команду лейбла вошел Корней Кретов в качестве звукорежиссёра и саунд-продюсера.
В декабре 2009 года состоялась презентация первого релиза после обновления лейбла — Tales Compilation (XR001). В треклист сборника вошли: On-The-Go, Mujuice, Bajinda Behind the Enemy Lines, Xuman, Kapus, Slideshow Park и другие.
За 5 лет на лейбле было издано около 20 разноплановых релизов: от начинающих групп Little Magic Shop и Mana Island до уже состоявшихся коллективов On-The-Go, Xuman, Everything Is Made in China. В студии Xuman Records также записывались другие известные представители российской инди-сцены: Pompeya, Weloveyouwinona, Glintshake.
В мае 2014 года открылась новая музыкальная студия лейбла. Здание студии возводилось по специальному акустическому проекту, общая площадь помещения составляет порядка 300 м², акустический зал — около 100 м². Звуковое оборудование для студии было приобретено в США.
В том же году резидент лейбла Алиса Игнатьева приняла участие в проекте «Голос» и дошла до полуфинала конкурса.
30 октября 2014 года резидент Xuman Records — группа Mana Island выиграла премию «Золотая горгулья» в номинации «Открытие года». Награду в номинации «Электронный проект» взяла группа Aanbreken, которая также записывается в студии XR.

## Дискография
- XR001: Various Artists — Xuman Records Tales Compilation (LP) — 2.01.2010
- XR002: Xuman — Panic (Single) — 5.07.2010[11]
- XR003: On-The-Go — In the Wind (Single) — 13.09.2010
- XR004: On-The-Go — In the Wind Remixed (EP) — 14.10.2010
- XR005: Xuman — Golden Age (LP) — 20.03.2011
- XR006: On-The-Go — One Spark (EP) — 4.07.2011
- XR007: Kapus — IO (EP) — 29.04.2012
- XR008: On-The-Go — One Spark Remixed (EP) — 9.09.2012
- XR009: Xuman — Play (Single) — 24.12.2012[12]
- XR010: Xuman — 49 Nymphomaniacs (EP) — 14.05.2013
- XR011: Mana Island — Mana Island (Single) — 18.06.2013
- XR012: Mana Island — Borderline (Single) — 27.08.2013
- XR013: Little Magic Shop — Planet After Light Preasure (EP) — 19.11.2013
- XR014: Xuman — Mood Dealer (EP) — 21.02.2014
- XR015: Mana Island — Lono (EP) — 11.03.2014
- XR016: Cola Koala feat. Majik — Need Your Love (EP) — 25.03.2014
- XR017: Scarlet Dazzle — Inflorescence (EP) — 08.04.2014
- XR018: Everything Is Made in China — Through Daybreak Into the Dark (Single) — 27.06.2014
- XR019: Everything Is Made in China — Through Daybreak Into the Dark Remixes (EP) — 23.09.2014[6]
- XR020: Mana Island — Stare (Single) — 14.10.2014
- XR021: Xuman — K.O. (Single) — 8.12.2014

## Исполнители лейбла
Список исполнителей, которые издавались, либо записывались на Xuman Records.

| - Aanbreken - Alisa Franka (Алиса Игнатьева) - Bajinda Behind the Enemy Lines - Camel in Space - Cola Koala - Cricket Captains - Denis Korobkov - Diva Rhys Meyers - Esthetix - Everything Is Made in China (EIMIC) - Extatica - Fridance - Glintshake | - Hospital - INWIRES - Kapus - Kiriloff - Little Magic Shop - Majestic - Mana Island - Mujuice - No Name Band - On-The-Go - Pompeya - Q-dubы | - Scarlet Dazzle - Slideshow Park - Stan Williams - STI - The O - Type Machine - Upstation - Weloveyouwinona - Xuman - Сегодня в мире |